# William Quirós
William Quirós (Alajuela, 10 ottobre 1941) è un ex calciatore costaricano, di ruolo difensore, centrocampista e attaccante.

## Carriera

### Club
Inizia la carriera nel Saprissa, con cui vince tra il 1960 e il 1966 tre campionati nazionali.
Nell'estate 1967 viene ingaggiato dagli statunitensi dell'Oakland Clippers, con cui vince la NPSL I, progenitrice insieme alla USA, della più nota NASL. L'anno dopo sempre con i Clippers disputa la prima edizione della NASL, chiusa al secondo posto della Pacific Division.
Nel 1969, dopo aver disputato alcune amichevoli con i Clippers, viene ingaggiato dal Kansas City Spurs con cui vince la North American Soccer League 1969. Giocò anche nella decisiva vittoria contro i Baltimore Bays.
Sempre dal 1969 giocò con i N.Y. Greek American, militanti nella American Soccer League, club che lasciò nel 1970.
Nel 1970 ritorna in patria per giocare nell'Alajuelense, con cui vince altri due campionati costaricani.
Nel 1975 torna in California per giocare con i San Jose Earthquakes. Con gli Earthquakes gioca solo un incontro nella NASL 1975, chiudendo al quinto e ultimo posto della Pacific Division.

### Nazionale
Quirós ha giocato nella nazionale di calcio della Costa Rica. Con la sua nazionale ha partecipato al Campionato CONCACAF 1965, tenutosi in Guatemala, e chiuso al terzo posto finale.

## Palmarès
- Primera División de Costa Rica: 5

Saprissa: 1962, 1964, 1965
Alajuelense: 1970, 1971
- NPSL I: 1

Oakland Clippers: 1967
- North American Soccer League: 1

Kansas City Spurs: 1969

## Statistiche

### Cronologia presenze e reti in nazionale[4]
| Cronologia completa delle presenze e delle reti in nazionale ― Costa Rica | Cronologia completa delle presenze e delle reti in nazionale ― Costa Rica | Cronologia completa delle presenze e delle reti in nazionale ― Costa Rica | Cronologia completa delle presenze e delle reti in nazionale ― Costa Rica | Cronologia completa delle presenze e delle reti in nazionale ― Costa Rica | Cronologia completa delle presenze e delle reti in nazionale ― Costa Rica | Cronologia completa delle presenze e delle reti in nazionale ― Costa Rica | Cronologia completa delle presenze e delle reti in nazionale ― Costa Rica |
| Data                                                                      | Città                                                                     | In casa                                                                   | Risultato                                                                 | Ospiti                                                                    | Competizione                                                              | Reti                                                                      | Note                                                                      |
| ------------------------------------------------------------------------- | ------------------------------------------------------------------------- | ------------------------------------------------------------------------- | ------------------------------------------------------------------------- | ------------------------------------------------------------------------- | ------------------------------------------------------------------------- | ------------------------------------------------------------------------- | ------------------------------------------------------------------------- |
| 28-3-1965                                                                 | Città del Guatemala                                                       | Costa Rica                                                                | 6 – 0                                                                     | Antille Olandesi                                                          | Campionato CONCACAF 1965                                                  | 1                                                                         |                                                                           |
| 30-3-1965                                                                 | Città del Guatemala                                                       | Costa Rica                                                                | 3 – 1                                                                     | Haiti                                                                     | Campionato CONCACAF 1965                                                  | -                                                                         | 37’                                                                       |
| 1°-4-1965                                                                 | Città del Guatemala                                                       | Guatemala                                                                 | 0 – 0                                                                     | Costa Rica                                                                | Campionato CONCACAF 1965                                                  | -                                                                         |                                                                           |
| 6-4-1965                                                                  | Città del Guatemala                                                       | Messico                                                                   | 1 – 1                                                                     | Costa Rica                                                                | Campionato CONCACAF 1965                                                  | -                                                                         |                                                                           |
| 8-4-1965                                                                  | Città del Guatemala                                                       | El Salvador                                                               | 2 – 1                                                                     | Costa Rica                                                                | Campionato CONCACAF 1965                                                  | -                                                                         |                                                                           |
| Totale                                                                    |                                                                           | Presenze                                                                  | 5                                                                         |                                                                           | Reti                                                                      | 1                                                                         |                                                                           |